# Czerwonka (dopływ Dunajca w Łopusznej)
Czerwonka – potok w województwie małopolskim, w Łopusznej, prawobrzeżny dopływ Dunajca.
W dolnym biegu płynie koło dworu Tetmajerów, a uchodzi do Dunajca w okolicy kościoła Świętej Trójcy i św. Antoniego Opata, naprzeciwko ujścia Łopusznanki, w miejscu o współrzędnych 49°28’27”N 20°07’51”E.
Jeden z trzech dopływów górnego Dunajca o tej nazwie.